# I’m Waiting for the Day
Az I'm Waiting For The Day a The Beach Boys 1966-os dala, a Pet Sounds LP ötödik száma, a zeneszerző és a producer Brian Wilson, a dalszöveget Mike Love szerezte. A szólóvokált Wilson énekli.
Az I'm Waiting For The Day a Pet Sounds többi dalánál jóval korábban íródott, szerzői jogát 1964. február 1-jén jegyeztették be.
Brian Wilson a következőket mondta a számról: „Az "I'm Waiting For The Day"-t kedvelem legkevésbé az albumról. Persze ez nem "szeretem-nem szeretem" kérdés, szükség volt erre a dalra, ez egy nagyon pozitív dal. Egyszerűen csak nem tetszik az énekhangom benne.”

## Részletek
- Szerzők: Brian Wilson/Mike Love
- Album: Pet Sounds
- Hossz: 3:03
- Producer: Brian Wilson
- Instrumentális felvételek: 1966. március 6., Western Recorders, Hollywood, Kalifornia. Hangmérnök: H. Bowen David.
- Vonószenekari rájátszás: 1966. március 6., Western Recorders, Hollywood, Kalifornia. Hangmérnök: H. Bowen David.
- Vokálfelvételek: 1966. március, Columbia Studios, Hollywood, Kalifornia. Hangmérnök: Ralph Balantin.

### Zenészek
- Brian Wilson: szólóvokál
- Jim Gordon: dob
- Gary Coleman: üstdob, bongó
- Carol Kaye: basszusgitár
- Ray Pohlman: gitár
- Lyle Ritz: ukulele, basszusgitár
- Al de Lory: zongora
- Larry Knechtel: orgona
- Bill Green: fuvola
- Jim Horn: fuvola
- Jay Migliori: fuvola
- Leonard Hartman: kürt
- William Kurasch: hegedű
- Leonard Malarsky: hegedű
- Ralph Schaeffer: hegedű
- Sid Sharp: hegedű
- Harry Hyams: brácsa
- Justin Di Tullio: cselló